# Les Plus Beaux Contes du monde

Les Plus Beaux Contes du monde est une série de contes publiée de façon hebdomadaire par Atlas, dans les années 1990, sous forme de fascicules de vingt-quatre pages illustrées et accompagnés d'un support audio (cassette). Aujourd'hui ces histoires ont été rééditées sur CD.
- Narratrice : Marlène Jobert.
- Musique et conception sonore : Jean-François Leroux.

## Liste des titres
1. Blanche-Neige
2. Le Petit Poucet
3. Cendrillon
4. Les Trois Petits Cochons
5. La Belle au bois dormant
6. Le Petit Chaperon rouge
7. La Belle et la Bête
8. Boucle d'Or et les Trois Ours
9. La Chèvre de monsieur Seguin
10. Peau d'âne
11. Pinocchio
12. Le Chat botté
13. Hansel et Gretel
14. La Petite Fille aux allumettes
15. Le Loup et les Sept Chevreaux
16. La Petite Sirène
17. Le Livre de la jungle
18. Alice au pays des merveilles
19. Riquet à la houppe
20. Les Habits neufs de l'Empereur
21. Robin des Bois
22. Barbe-Bleue
23. Ali Baba et les Quarante voleurs
24. Gulliver chez les Géants
25. La Princesse et la Grenouille
26. Aladin et la Lampe merveilleuse
27. Poucette
28. Le Vilain Petit Canard
29. Peter Pan
30. Le Joueur de flûte
31. Gulliver à Lilliput
32. Les Fées
33. Jack et le Haricot magique
34. Le Rossignol et l'Empereur de Chine
35. Les Cygnes sauvages
36. Le Petit Poisson d'or
37. La Sorcière du parc Monceau
38. Le Jardin de la sorcière
39. Mary Poppins
40. L'Étrange Animal
41. L'Ondine de l'étang
42. Le secret du lutin
43. La Princesse au petit pois
44. Les trois plumes
45. Le monstre sucré
46. Tom Pouce
47. Le Pauvre et le Riche
48. Le Diable et ses trois cheveux d'or
49. La Curieuse Aventure d'une Superstar
50. La Gardeuse d'oiseaux
51. Le Vaillant Petit Tailleur
52. Le Jouet Magique
53. La Tour aux cent fenêtres
54. La Salade qui transforme en âne
55. L'Homme à la peau d'ours
56. Le Prince Bec de Grive
57. Le Briquet de la Sorcière
58. Le Maître-voleur
59. Blancherose et Roserouge
60. L'Elixir de vie
61. L'Oiseau bleu